# Teoria nadciekłej próżni
Teoria nadciekłej próżni – podejście w fizyce teoretycznej i mechanice kwantowej, gdzie fundamentalną fizyczną próżnię (nieusuwalne tło) traktuje się jako superpłyn lub jako kondensat Bosego-Einsteina.
Jest jednym z podejść mających na celu zbudowanie modelu unifikującego mechanikę kwantową z grawitacją.